# Вдови (фільм, 1976)
«Вдови» (рос. «Вдовы») — російський радянський кольоровий широкоекранний художній фільм 1976 року. Сюжет фільму заснований на реальних подіях, початок яким було покладено опублікованими в газеті «Праця» нарисом кінодраматурга та журналіста Л. А. Аркадьєва.
Нарис був надрукований напередодні святкування двадцятиріччя Перемоги у німецько-радянській війні, супроводжувався публікацією фотографії невідомого солдата і мав широкий відгук серед читачів.
Через кілька років Л. А. Аркадьєвим та С. Г. Мікаеляном був написаний чорновий варіант сценарію, який був відданий на доопрацювання кіносценарист Ю. Т. Дунському та В. С. Фріду, який створив остаточний варіант сценарію фільму.

## Зміст
Олександра Матвіївна і Єлизавета Єгорівна – дві літні жінки. Вони живуть разом, в обох чоловіки загинули під час німецько-радянської війни, і вже три десятки років вони доглядають за могилою двох невідомих солдатів. Та чиновники приймають рішення прибрати могилу, а на її місці поставити меморіал. Це для Олександри і Єлизавети подібно сильному горю.

## Ролі
- Галина Макарова — Олександра Матвіївна Громова
- Галина Скоробогатова — Єлізавета Єгорівна Петюніна
- Борислав Брондуков — колишній танкіст Галкін
- Юрій Каюров — воєнком Кротов
- Ігор Безяев — Мурин
- Марина Гаврилова
- Юрій Дубровін — слідчий
- Павло Кормунін — Петро Іванович
- Геннадій Ложкін
- Ніна Мазаєва — Харитонова
- Раїса Максимова — Алла
- Ніна Мамаєва — Пелипенко
- Катерина Мелентьєва
- Борис Морозов — секреталь райкому Геннадій Петрович Веретенников
- Володимир Піцек — чоловік Алли
- Михайло Погоржельский — товариш Кірєєв
- Анатолій Рудаков — Гриша
- Олена Циплакова — сільська дівчинка
- Лариса Чикурова

## Знімальна група
- Автори сценарію: Юлій Дунський, Валерій Фрід
- Режисер-постановник: Сергій Мікаелян
- Головний оператор: Володимир Чумак
- Головний художник: Грачья Мекінян
- Звукооператор: Н. Левітіна
- Режисери: В. Аристов, Михайло Нікітин
- Оператор: В. Комаров
- Монтажер: І. Головко
- Редактор: С. Понамаренко
- Художник по костюмах: Г Дієва
- Художник-гример: Р. Кравченко
- Художник-декоратор: Є. Урліна
- Асистенти: 
режисера - Н. Абраменко, Н. Гамзінов, Ю. Мамин 
оператора - М. Куликов 
монтажера - М. Вохріна
- Директор картини: В. Семенець

## Цікаві факти
Відразу після закінчення непростих зйомок фільм «Вдови» був заборонений до показу.
Тільки через два роки Голова Державного комітету Ради Міністрів СРСР з кінематографії Ф. Т. Єрмаш показав фільм Л. І. Брежнєву. На Генерального секретаря ЦК КПРС картина справила сильне враження. Л. І. Брежнєв розчулився, розплакався і фільм до показу був дозволений.
Через деякий час в одному зі своїх доповідей Л. І. Брежнєв сказав про те, що необхідно проявляти більше турботи про вдів. І всім вдовам на п'ять рублів були збільшені пенсії.